# Arriate (kommun)
Arriate är en kommun i Spanien.   Den ligger i provinsen Provincia de Málaga och regionen Andalusien, i den södra delen av landet, 400 km söder om huvudstaden Madrid. Antalet invånare är 4 121. Arean är 8,3 kvadratkilometer. Arriate gränsar till Ronda.
Terrängen i Arriate är platt österut, men västerut är den kuperad.